# Liceo scientifico Antonio Vallisneri
Il liceo scientifico Antonio Vallisneri è una  scuola secondaria di secondo grado con sede a Lucca. È intitolata allo scienziato Antonio Vallisneri, nato a Trassilico in Garfagnana (oggi provincia di Lucca) appartenente ad una illustre famiglia reggiana.

## Storia
Il liceo scientifico venne istituito a Lucca nel 1923 nel Real Collegio a seguito della riforma Gentile. Tuttavia, per mancanza di alunni e difficoltà finanziarie fu contestualmente dichiarato chiuso. L'attività iniziò dunque solo nel 1941, quando dopo la riforma Bottai dell'anno precedente fu istituita la scuola media unica triennale e venne razionalizzato l'accesso alle scuole superiori.
La prima sede del nuovo liceo fu nel convento di San Ponziano, in via Elisa, dove oggi si trova la scuola media Giosuè Carducci. Nel 1941-42 ci furono due classi prime, una seconda e nove studenti di terza e quarta, per un totale di 84 alunni. Nel 1944 il professor Carlo Del Bianco fu ucciso dai nazifascisti ed Ernesto Guidi, primo preside del liceo, fu deportato in Germania dopo essersi rifiutato di giurare fedeltà alla Repubblica sociale italiana.

## Trasferimento a Sant'Anna, ampliamento e sperimentazioni
Nel 1963 il liceo scientifico fu trasferito in una nuova sede nel quartiere di Sant'Anna: un edificio a forma di "H" con le aule disposte su tre piani che fu realizzato grazie al contributo dell'amministrazione provinciale di Lucca. A seguito dell'aumento delle iscrizioni, nell'anno scolastico 1972-73 fu realizzato il "padiglione nuovo", un edificio su due piani originariamente destinato a ospitare laboratori dove successivamente vennero ricavati spazi per nuove aule. A partire dal 1986, su impulso dell'allora preside Giuseppe Ciri, furono introdotti corsi sperimentali di tipo scientifico e linguistico, monitorati dal Ministero della pubblica istruzione.